# Francisco Ayres
Francisco Ayres este un oraș în Piauí (PI), Brazilia.